# Ennab
Ennab (tiếng Ả Rập: عناب) là một ngôi làng Syria nằm ở Al-Suqaylabiyah Nahiyah ở huyện Al-Suqaylabiyah, Hama. Theo Cục Thống kê Trung ương Syria (CBS), Ennab có dân số 2774 trong cuộc điều tra dân số năm 2004.